# Lijst van rijksmonumenten in Asselt
De plaats Asselt telt 10 inschrijvingen in het rijksmonumentenregister. Hieronder een overzicht.
| Object                                                                                                  | Oorspronkelijke functie? | Bouwjaar                           | Architect | Locatie                       | Coördinaten?                 | Nr.?  | Afbeelding                                                                                              |
| --- | ------------------------ | ---------------------------------- | --------- | ----------------------------- | ---------------------------- | ----- | --- |
| Langgerekt boerenhuis, voorzien van een uitspringende middenpartij met een topgevel met vlechtingen     | Boerderij                | 19e eeuw                           |           | Eind 4                        | 51° 13' 53" NB, 6° 0' 42" OL | 34967 | Langgerekt boerenhuis, voorzien van een uitspringende middenpartij met een topgevel met vlechtingen     |
| Gebrouwhuis                                                                                             | Boerderij                | 1866 (ankers)                      |           | Eindweg 8                     | 51° 13' 47" NB, 6° 0' 39" OL | 34968 | Meer afbeeldingen                                                                                       |
| Koondertenhoeve en schuur                                                                               | Boerderij                | eerste kwart 19e eeuw              |           | Eindweg 12                    | 51° 13' 49" NB, 6° 0' 38" OL | 34969 | Meer afbeeldingen                                                                                       |
| waarvan het woonhuis o.a. segmentboogvensters bezit in hardstenen omramingen met penantblokken          | Boerderij                |                                    |           | Eindweg 20                    | 51° 13' 51" NB, 6° 0' 39" OL | 34970 | waarvan het woonhuis o.a. segmentboogvensters bezit in hardstenen omramingen met penantblokken          |
| Bakstenen huis met aan de voorzijde een topgevel met vlechting                                          | Woonhuis                 | 18e-19e eeuw                       |           | Gebrouwhuisweg 1              | 51° 13' 47" NB, 6° 0' 40" OL | 34971 | Bakstenen huis met aan de voorzijde een topgevel met vlechting                                          |
| Sint-Dionysiuskerk                                                                                      | Kerk en kerkonderdeel    | 15e eeuw                           |           | Pastoor Pinckersstraat 3      | 51° 13' 29" NB, 6° 0' 42" OL | 34972 | Meer afbeeldingen                                                                                       |
| Asselterhoeve                                                                                           | Boerderij                | 18e-19e eeuw                       |           | Pastoor Pinckersstraat 26     | 51° 13' 28" NB, 6° 0' 45" OL | 34973 | Meer afbeeldingen                                                                                       |
| Huis met aan de voor- en aan de achterzijde een topgevel met vlechtingen. Houten kozijnen. Thans museum | Woonhuis                 |                                    |           | Pastoor Pinckersstraat bij 26 | 51° 13' 28" NB, 6° 0' 45" OL | 34974 | Huis met aan de voor- en aan de achterzijde een topgevel met vlechtingen. Houten kozijnen. Thans museum |
| Boerenhuisje met rechthoekige ingangsomraming en dichtgemetselde ellipsboogpoort                        | Boerderij                | 1857                               |           | Pastoor Pinckersstraat 30     | 51° 13' 32" NB, 6° 0' 46" OL | 34976 | Boerenhuisje met rechthoekige ingangsomraming en dichtgemetselde ellipsboogpoort                        |
| Terrein waarin sporen van bewoning                                                                      | Archeologisch monument   | Vroege Middeleeuwen (Karolingisch) |           |                               | 51° 13' 29" NB, 6° 0' 49" OL | 46025 | Upload foto                                                                                             |